# Phare de Chapel Rock
Le phare de Chapel Rock est un phare situé sur le récif de Chapel Rock, proche du village de Beachley (en), à la confluence des rivières Wye et Severn dans le comté de Gloucestershire en Angleterre. Ce phare est géré par l'autorité portuaire de Gloucester.

## Histoire
Cette petite tour a été construite en 1907 à côté des ruines de la chapelle St Twrog sur le récif Chapel Rock dans l'estuaire de la Severn. Ce phare a remplacé l'ancienne station qui était une tourelle en bois datant de 1886. La tour en fonte est peinte en noire et la galerie est blanche. Elle émet un flash (blanc, rouge et vert selon la direction) toutes les 2;6 secondes.
Ce petit phare est localisé sur le côté nord de l'estuaire de la Severn, à environ 650 m en aval du Pont sur la Severn. Il n'est accessible que par bateau.
Identifiant : Amirauté : A5541 - NGA : 5994 .

### Lien connexe
- Liste des phares en Angleterre